# Arthur Askey
Pour les articles homonymes, voir Askey.
Arthur Askey est un acteur et scénariste britannique né le 6 juin 1900 à Liverpool, mort le 16 novembre 1982 à St Thomas' Hospital à Londres.

## Filmographie

### Acteur
- 1940 : Band Waggon : Arthur
- 1940 : Charley's (Big-Hearted) Aunt : Arthur Linden-Jones
- 1941 : The Ghost Train : Tommy Gander
- 1941 : I Thank You : Arthur
- 1942 : Back-Room Boy : Arthur Pilbeam
- 1942 : King Arthur Was a Gentleman : Arthur King
- 1943 : Miss London Ltd. : Arthur Bowman
- 1944 : Bees in Paradise : Arthur Tucker
- 1955 : Love and Kisses (série TV) : Bill Brown
- 1955 : The Love Match : Bill Brown
- 1956 : Ramsbottom Rides Again : Bill Ramsbottom
- 1959 : Make Mine a Million : Arthur Ashton
- 1959 : Friends and Neighbours : Albert Grimshaw
- 1960 : Arthur's Treasured Volumes (série TV)
- 1961 : The Arthur Askey Show (série TV) : Arthur Pilbeam
- 1967 : No Strings (TV) : Arthur Anders
- 1978 : Rosie Dixon - Night Nurse : Mr. Arkwright

### Scénariste
- 1956 : Ramsbottom Rides Again
- 1959 : Make Mine a Million